# 정재학 (1856년)
정재학(鄭在學, 1858~1940)은 대한민국 금융업계에 거대한 족적을 남긴 민족자본은행의 개척자이자 일제 강점기 한국은행산업의 대부이다. 조선 말기부터 일제 치하에서는 은행 경영진들이 관료나 왕실 지방 토호 가운데에서 배출됐지만 가난한 집에서 태어나 맨주먹으로 일군 자금으로 55세 무렵 은행장에 오른 경우는 그가 유일하다.
그는 일제 치하에서 갖은 방해와 공작을 딛고 1913년 대구은행(1928년 이후 경상합동은행)을 설립하여 1940년 타계할 때까지 최대주주로서 은행장 자리를 지켰다.
27년 간 이어진 그의 은행경영 노하우는 아들과 손자에게 넘겨졌다. 숱한 합병 과정을 거치면서 민족계은행 자본의 총집결지였던 조흥은행에서 같은 가문의 한국인 행장을 두 명이나 배출했다. 5대 정종원 행장과 해방 후 첫 한국인 행장에 오른 2대 정운용 행장이 각각 그의 3남이고 장손이다. 정재학이 대구은행과 경상합동은행에 투입한 민족자본은 정씨 가문 지분으로 상속되면서 고스란히 조흥은행에 남겨졌다.
또한 그의 민족계 은행 경영 노하우는 그의 혈맥을 통해 전해지면서 1950년 중반 조흥은행은 초우량 기업으로 성장한다. 대한민국 증권거래소가 개장된 1956년 조흥은행은 국내 기업 중 최초의 상장사로 등극했다.
국내 경제학계의 원로였던 고승제박사는 1991년 펴낸 저서에서 "정재학의 그림자는 조흥은행에서 사라지지 않은 채 아직도 살아있다. 그의 3남 정종원은 1974년 11월 조흥은행 상무 취체역(상무이사), 1952년에는 전무 취체역 (전무이사)을 거쳐 1956년부터 1961년 4월30일까지 그 자리에 머물렀다. 정재학의 그림자가 조흥은행 안에서 살아 움직이고 있다는 흥미로운 지표로 볼 수 있다" " 정재학의 후손 20여명이 아직 조흥은행에서 일하고 있다고 한다." " 한국에서 처음으로 지방은행 창설했던 정재학의 후손답게 그들의 삶을 영위하고 있다고 표현해도 큰 잘못이 없겠다" 고 적었다.

## 생애

### 자수성가
정재학은 1858년 경북 경제권의 중심지인 대구에서 연일(영일) 정씨 정석은과 손남산 사이의 1남 3녀 중 외동아들로 태어났다. 가정 형편이 어려워 외가의 도움으로 근근이 생계를 이어갔다. 소년 시절에는 잠시 방황을 하기도 했으나 20세에 접어들면서 열심히 노력하여 번듯한 인생을 일구겠노라 굳게 다짐한다. 그는 금전 대부업자였던 부자 밑에 들어간 뒤 어렵게 번 품삯을 한 푼 두 푼 모아갔다.
1883년 이남숙(1864년생)과 결혼 한 뒤 1885년 장남 정응원이 태어나자 더 많은 돈이 필요하게 됐다. 아내에 대한 애정도 깊었던 것으로 보인다. 결혼 후 장사 밑천을 마련하기 위해 근검절약 해오면서 부인에게 옷 한 벌도 해주지 못했다고 한다. 낡아 찢어진 아내의 속옷을 발견하곤 눈물방울을 뚝뚝 떨어뜨렸다는 이야기도 전해진다.
큰돈을 벌 결심을 한 뒤 명태 장사를 택했다. 옛 주인을 찾아가 1년간 천 냥을 빌려 달라 했더니 흔쾌히 허락했다. 원산으로 달려간 그는 3년 만에 갚을 돈은 물론 장사 밑천도 두둑이 마련해 고향으로 돌아왔다.

### 대구 3대부호
정재학은 낙동강 뱃길을 이용한 어염무역에 진출한다. 1886년 여름 콜레라가 전국을 휩쓸었는데 이 괴질에 소금물이 좋다는 소문이 확 퍼졌다. 소금은 불티나게 팔렸고 값도 폭등했다. 정재학은 이를 바탕으로 대구 3대 부호로 급부상하며 1892년 대구 중심가인 남일동에 99칸 기와집을 세웠다. 1921년 간행된 '대구일반'에는 그의 재산규모에 대해 "100만 원 이상의 재산을 보유하고 있으며 현미 8000~3000석 규모의 연 수입을 거두고 있다. 하녀하남은 각각 30~40명에서 50~60명에 이른다."고 기술하고 있다.
정재학은 1905년 군수자리에 오른다. 고급관료와 친분을 맺어 순흥군수에 이어 개령군수를 맡게 됐다. 전임 군수와 달리 세금도 낮춰주고 밥 굶는 이들이 없게했다. 장사꾼들에게는 밑천도 대줬다. 그는 군수 직책에 있으면서 은행업에도 관심을 갖게 됐다. 1906년 8월 대구상공은행이 설립 될 당시 이병학, 이종면 등의 부호들과 힘을 합쳐 대주주로 등극하면서 감사역도 맡았다.
1907년 일본인들이 장악한 구한말 중앙은행은 신 통화를 널리 보급하기 위해 파격적인 조건을 민간은행에 제시한다. 일반서민들은 신 통화에 대한 거부감을 보였기 때문에 파격적인 특혜를 줬다. 대구상공은행에 대해 20만원(현 240억 원)을 2년 거치 무이자 무담보로 빌려주겠다고 제시했다. 2년 동안 요즘 돈 240억 원을 이자 없이 쓸 수 있었다.
정재학과 은행 주요 주주들은 이 돈을 투자하여 막대한 수익을 얻었다. 아울러 경부선 철도 개통으로 해외 상품들이 일본인들의 손을 거쳐 대량으로 유입되고 대구에도 연초 공장 등이 들어섰다. 아울러 미곡 무역, 운수업 등이 번창하면서 대출 수요도 늘어났다. 정재학도 이 무렵 자신의 자본으로 독자적인 은행을 만들 준비에 나섰다.

정재학은 26살 연하인 사카모토 순지(板本俊資 1884~?) 란 일본인과 끈끈한 인연을 이어갔다. 사카모토는 20살이던 1904년 일본에서 부산으로 건너와 상점 점원으로 일하다 대구에서 잡화상을 차렸다. 사업이 번창해 대구역 앞에서 창고사업도 병행했다. 이 때 경상농공은행에서 대출을 받으면서 정재학과 안면을 트게 됐다. 정재학은 일본 젊은이로부터 일본에서 번창하고 있는 자본주의경제에 대해 깊이 이해하게 됐다. 나아가 사카모토는 후일 대구은행 발기인으로 참여하게 된다.
일본인 지인의 참여는 조선총독부의 간섭에 대한 방패막이 역할을 했을 뿐 아니라 일본인 고객들을 끌어들이는 역할도 했다. 사카모토가 오구라 다케노스케(小倉武之助)에 의해 대구에 설립된 일본계 남선은행에 관심을 보이지 않고 대구은행에 기꺼이 참여한 것은 정재학의 경륜을 인정하고 있었기 때문이다.

### 은행업 개척
1910년 조국이 일본 치하에 들어가자 정재학은 은행 감사 경험을 바탕으로 민족은행 설립을 결정한다. 일본인들이 규합해 설립한 일본계은행에 대한 견제에 공감한 경북지역에 민족 자본가들도 적극 참여했다.
1913년 조선총독부의 인가를 받아 그 해 5월 창립총회에서 은행장으로 선출됐다. 그는 대구은행 행장 직을 수행하면서도 지분참여 등을 통해 경상농공은행, 경일은행 등의 경영에도 깊숙이 개입했다.
하지만 대구은행 경영이 쉽지만은 않았다. 지방은행들의 경영 상황이 나빠지면서 총독부는 은행 간 합병으로 체질 개선을 요구했다. 대구은행과 경남은행이 1927년 경상합동은행으로 통합됐다.
경상합동은행에서도 정재학의 경영권 장악력이 다시금 발휘되면서 경남은행 출신 인사들의 입지가 갈수록 좁아졌다. 1939년 그는 맏손자 정운용을 이사 겸 부장으로 발탁하여 경영 수업을 받게 했다.
국내 경제학계의 원로로 꼽히는 고승제 박사는 "한일합방 이후 수많은 민족자본은행이 설립됐지만 정재학처럼 30년 가까이 시종 은행경영의 실권을 장악한 사례는 찾아볼 수가 없다"며 "그는 대구은행의 자본금을 7년 만에 4배나 증액하는 등 경영자로서의 총력을 다 바쳤다"고 밝혔다. 아울러 "다른 부호들이 한 우물을 파지 않고 다방면으로 사업을 넓혀가는 데 비해 정재학은 오로지 대구은행에만 전심전력을 다했다"고 강조했다.

### 항일투사와 사돈
정재학의 손자이자 해방 후 처음으로 한국인으로서 2대 조흥은행장에 오른 정운용은 1921년 결혼, 여아를 뒀지만 1930년 아내가 사망했다. 이듬해인 1931년 그는 대구 남산동 거주 김분조와 재혼했다. 그런데 김분조의 부친 김진만은 1915년 대구를 떠들썩하게 했던 ‘대한광복단 대구권총사건'의 핵심인물이었다.
김진만은 대한광복회 단원으로 대구의 부호들을 대상으로 독립운동 자금을 확보하기 위한 활동을 펼치는 가운데 대구 지역 부호였던 장인 서우순의 집을 찾아가 설득했다. 그러나 실패한 뒤 물러나던 중 반항하는 하인 우도길에 총상을 입혔다. 결국 일본 경찰에 체포돼 13년간의 옥고를 치렀다. 
 김진만의 손자 김일식 역시 1920~1930년대 대구 지역 학생운동을 주도했다. 당시 김진만과 함께 서우순 자택에 침입했던 광복단원들 가운데 정재학과 친척관계인 정운일 ( 鄭雲馹 )도 있었다. 정운일 역시 검거돼 10년형을 언도고 7년간 옥고를 치렀다. 그는 광복 후 미군정 경상북도 상임고문과 반민특위 경북 도위원장을 역임했고 건국포장과 애국장을 추서 받았다.
정인택 역시 항일학생운동에 가담, 경찰에 잡혀 처벌을 받기도 했다. 그는 사범학교를 나와 교편도 잡고 부산소년원장을 지냈다. 소년원장을 그만둔 뒤 가난한 이웃을 돕는데 최선을 다했다. 대구시립희망원을 맡으면서 유아에서 노인까지 갈 곳 없는 이들을 보살폈다. 원장관사마저 병실로 개조한 뒤 원내 마당에 조그만 흙벽돌집을 세워 거처로 삼았다.
이런 사실이 널리 알려지면서 그는 1966년 경향신문이 제정한 제1회 '국민의 주는 희망의 상' 대상수상자로 선정됐다. 내무부장관 국회사무총장 등 각계에서 격려 축전을 보냈다. 정인택은 경향신문에 연재한 당선소감에 자신이 정재학의 증손자라고 적고 있다.
그러나 정재학이 1858년 출생인 점에 비춰볼 때 1911년생인 정인택이 증손자가 되기란 불가능하다. 정재학의 맏손자인 정운용 1대 조흥은행장이 태어난 해가 1904년이기 때문이다. 다만 항렬 등에 비춰볼 때 같은 지역에 거주하는 먼 친척뻘이었을 것으로 추정된다. 정인택의 부친인 독립투사 정운일 (1884~1956)은 정재학 대구은행장(1856~1940)의 손자인 정운용 제2대 조흥은행장 (1904~ 1963 )과 같은 항렬이다. 정재학 행장은 항일무장투쟁에 나섰던 먼 친척의 아들을 위해 기꺼이 진학추천서를 써줬다.

## 조선총독부와의 갈등
정재학은 조선총독부와 타협하기도 했지만 부당한 요구에 대해서는 끝까지 맞섰다. 조선총독부와 조선은행이 경남은행과 통합하라고 강요했을 때 그는 전심전력을 다해 저항했다.
그는 일본인들의 경영권찬탈 시도가 이어지자 경찰 출신의 일본인 지배인을 선임하는 등 경영권 방어전략으로 맞섰다. 또한 총독부와 일제강점기 중앙 은행이었던 조선은행이 자신을 행장 자리에서 줄기차게 몰아내려 했지만 그들의 시도는 번번히 실패했다. 주주총회에서 한국인 주주들이 정재학 행장에게 표를 몰아줬기 때문이다, 31년간 민간은행장 자리를 유지한 사례는 전 세계 어디 서도 찾아보기 힘들다. 일제 치하에 설립된 수많은 민족계은행이 있었지만 일제의 강제합병 과정에서 사라져갔지만 정재학 행장은 생의 마감 직전까지 저항했다.
조선총독부의 식민지 조선에 대한 은행정책은 시기적으로 큰 변화가 있었다. 1910년대에는 일반은행 신설을 장려했으나 1922년 이후 신설을 불허하고 합병정책으로 민족자본은행을 일본인소유은행으로 전환시켜갔다. 1910년대 수도권및 지방에 잇따라 신설된 민족자본은행들은 총독부의 관리를 받는 조선은행과 식산은행의 주도로 일본인은행에 흡수되는 과정을 거쳤다.
그 흡수과정의 첫 단추는 1928년 3월 단행된 한성은행에 대한 정리 작업이었다. 총독부는 한성은행에 조선은행 출신 일본인 임원을 진입시켜 경영권을 장악했다. 일본인 임원의 진입은 조선은행의 일반은행에 대한 차입금 지원의 대가란 성격이 짙었다. 일반은행이 경영상 어려움으로 중앙은행 격인 조선은행으로 돈을 빌리기 위해 핵심 임원 자리를 일본인에게 내줘야 했다.
이 같은 일본인 임원의 침투전략이 수차례 반복되면서 한국인은행은 일본인은행으로 탈바꿈했다. 정태헌 고려대 교수는 "어미새(국가)가 둥지를 틀고 품어줘야 새끼(자본주의)가 알을 깨고 나와 먹을 공급(은행)받아 성장할 수 있지만 남의 둥지를 독점한 뻐꾸기(총독부 산하 특수은행과 일본인은행)는 둥지의 원주인(조선인은행)을 하나하나 떨어뜨려 죽인다. 식민지자본주의 조선인은행의 모습이었다."고 강조했다.

## 민족자본 수호
정재학은 항일투쟁 경력의 대기자도 '대구지역 일제 대항 세력 중심'으로 인정 한 바 있는 민족자본의 수호자였다. 정재학의 대구은행은 출발부터 일제에 대한 대항하려는 의지를 분명히 했다. 반면 비슷한 시기에 출범한 경일은행은 일제에 순응하는 경영방식을 택했다.
묘민 임호연(1920~ 2009)은 일본대 전문부 경제학과를 나온 엘리트였지만 귀국 후 항일 지하 조직 활동을 하다가 2년간 옥고를 치른 항일 투사 경력의 경제부문 대기자다. 그는 1982년 매일경제신문에 대구은행 관련 연재기사 19편을 집필했다.
임 대기자는 정재학에 대해 " 거리의 일개 건달에서 수만금의 재산가가 되고 군수라는 관직에 오르기도 했고 풍운아인데 대구은행 설립을 통해 일제의 대항 세력이 되어 지체를 높인 특이한 존재 "라고 지적했다. 이어 "그의 대구은행 설립은 대구를 봉건시대에서 자본주의경제로의 이행으로 이끄는 혁명이자 국권회복을 위한 의지를 나타내는 것"이라고 평가했다. 그는 이어 "정재학이 설립했던 대구은행은 일제에 대한 커다란 저항세력으로 한국 사람들의 저항의식을 길러주는데 큰 몫을 했다"고 강조했다.
임 대기자는 대구은행의 설립을 주도했던 정재학 외에도 이일우란 대구 지주 부호 역시 국채보상운동에 앞장서는 등 민족 의식 고취에 앞장섰다고 강조했다. 이일우 가문은 체육계원로로 IOC (국제올림픽 위원회) 위원을 지냈던 이상백, 독립군을 이끈 이상정 장군, '빼앗긴 들에도 봄은 오는가'란 경향파애국시인 이상화 등을 배출하는 등 대구지역에서 명문가이자 민족자본세력의 한 축을 이뤘다. 또한 대구은행에 참여한 서상돈 역시 대구지역 민족경제인들의 결사체인 대구시의소를 이끈 대구의 명망가였다.
대구은행의 출범은 일본인 오구라 다케노스케(小倉武之助)에 의해 1912년 설립된 대구 최초의 민간은행인 선남은행에 대한 대구 지역 내 한국인 재계의 경계심을 그대로 보여준다. 그는 부산과 대구에서 활동 중인 일본인 재력가들의 자본을 끌어 모아 선남은행을 설립했다. 앞서 1907년에는 대구 인근 밀양에 일본인 은행인 밀양은행이 설립됐다. 오구라 다케노스케는 이미 대구에서 다양한 상업 제조업을 운영하면서 은행자금을 사금고로 이용하려는 야심을 노골적으로 드러내고 있었다.
그는 1930년대 말 대구은행 주식을 대거 매집, 최대주주로 오른다. 그러나 총독부 당국은 그에게 경영권을 주지 않았다. 오구라 다케노스케는 1940년대 들어 은행 쪽에 발을 빼고 전력회사 경영에 몰두하게 된다. 대구은행의 출범 시기는 1913년으로 선남은행 영업 개시후 1년 뒤였다. 대구 지역의 금융산업이 일본인들에 의해 좌지우지되는 상황을 막기 위해 경북 일대의 지주 등 민족 재력가들이 뭉쳐 대구은행을 설립하고 나선 것이다. 대구은행의 설립계획서 제출 시기가 1912년 9월5일로 선남은행 설립일자인 1912년 9월1일에 비해 4일 뒤였다는 점은 대구 경북 지역 민족자본가들의 위기감을 고스란히 보여준다.
대구은행은 민족계은행답게 한국인 대출비중이 컸다. 대출 가운데 한국인 비중은 77%, 일본인 비중은 23%에 그쳤다. 비록 1인당 대출액은 일본인에 비해 적었지만 가능한 동포들에게 더 대출혜택을 주기로 한 정재학의 경영 방침이 있었기 때문이다.
대구은행의 이 같은 민족자본 수호 의지는 해방직후 조흥은행의 자본구성에서도 드러난다. 1948년 미군정이 우리 정부에게 넘겨준 주요 은행 주식분포를 보면 조흥은행의 경우 한국인 지분비율이 54%에 달한 반면 상업은행 (36%) 저축은행(6.3%) 신탁은행 (9.4%) 상호은행(9.5%) 조선은행(3.5%) 식산은행(6.7%) 등 나머지 은행들은 대부분은 일본인 소유에서 미군정 관리에 이어 우리 정부로 귀속됐다. 일제 당시 총독부 등이 민족자본 기반의 은행들을 수탈, 국유화시키거나 일본인에게 주식을 넘겼기 때문이다.
특히 조흥은행의 경우 1948년 현재 일본인소유주(귀속주) 비율이 5%에 그친 반면 은행상호보유주 41%, 한국인소유주 54%이었다. 나머지 은행들의 일본인 보유비중은 26~80%에 달했다. 조흥은행이 민족자본의 적통을 이어받았음을 입증하는 대목이다. 또한 광복 당시 조흥은행의 인적 구성 역시 총 2000명 행원 가운데 일본인 직원은 139명에 불과해 혼란 없이 은행을 운영할 수 있었다.
조흥은행은 1997년 발간한 조흥은행100년사를 통해, 조흥은행의 출범에 대해 민족계은행의 대동합병이라고 규정했다. 조흥은행은 1943년 10월1일 최초의 민족은행인 한성은행과 동일은행이 합병하여 출범했다. 한성은행은 1938년 1월 29일 해동은행을 흡수했고, 그리고 1941년 경상합동은행을 합병했다. 조흥은행 출범에 앞서 일본 총독부는 다단계 인수합병을 거쳐 민족자본을 와해시키거나 통폐합시켰다. 한성은행 계열 5개은행(한성은행, 해동은행,구포은행, 주일은행,대구은행)과 동일은행 계열 4개은행(한일은행,호서은행,동래은행,호남은행)은 조흥은행으로 최종 통합된 것이다. 
이 가운데 경상합동은행은 한성은행과 합병되기 직전인 1941년 6월말 현재 한국인 주주 비중이 더 컸다. 일본인 주주 비중은 33%였고 일본인보유 지분은 총 4만5000주 가운데 45.4%인 2만409주에 그쳤다. 
조흥은행 출범 당시 한성은행 10만5000주와 동일은행 8만주를 합쳐 조흥은행 주식 수는 18만5000주였다. 한성은행 총주식10만5000주에는 대구은행을 설립한 정재학이 이끌어온 경상합동은행 4만5000주도 포함됐다. 경상합동은행은 1941년 9월30일 한성은행에 흡수 합병된 바 있다. 조흥은행 총주식 18만5000주는 경상합동은행 4만5000주, 한성은행 6만주, 동일은행 8만주 등의 융합으로 구성됐다. 정재학 가문은 경상합동은행 주식 가운데 1만여 주를 보유한 최대주주 자리에 오른 바 있다.

## 황실외척과 대결
조흥은행은 1943년 10월 1일 민족자본에 기반을 둔 9개은행( 한성은행 대구은행 한일은행 호서은행 호남은행 동래은행 주일은행 구포은행 해동은행)의 다단계 합병에 의해 탄생했다. 해방직후 조흥은행의 지분구성을 보면 일본인 5.1%, 한국인 53.7% 그리고 은행상호보유주 41.0%로 나타났다. 한국인지분 가운데 대구은행을 설립한 정재학 가문과 한일은행의 경영권을 장악한 민대식 가문 등 두 가문의 비중이 가장 컸다.
앞서 두 가문은 1930년대 말 경상합동은행의 경영권 공방전에서 극한 대립상황에 놓였었다. 오구라 다케노스케(小倉武之助)의 경영권 찬탈 시도 과정에서 정재학 가문을 돕기로 했던 민영휘 가문이 돌연 오구라에 지분을 넘김으로써 정재학가문에 크나큰 상처를 안겼다. 오구라는 다른 여러 주주들의 주식까지 매수 한 뒤, 경상합동은행 주식 4500주 가운데 39.4%를 차지하면서 최대주주로 등극했다.
최대주주 자리를 잃은 정재학은 1940년 4월2일 82세를 일기로 타계했다. 정재학의 장례식은 1940년 4월8일 거행됐다. 당시 20대의 자동차가 영구차를 뒸따랐다고 한다. 전국 각지의 부호들이 대거 영면을 빌기 위해 찾아들었다고 전해진다. 고승제 박사는 " 당시 그의 영구차 행렬 가운데 '고통정대부연일정씨재학공지구 ( 故通政大夫 延日鄭氏在學公之柩 )란 영건(靈巾)이 내걸렸고 이는 상민으로 태어난 정재학이 양반 신분으로 세상을 떠났다는 상징"이라고 평가했다.
그러나 오구라는 행장에 오르지 못한 반면 정재학의 손자인 정운용은 1940년 4월 27일 열린 이사회에서 대표 이사 (대표취체역) 겸 행장에 선임됐다. 이듬해인 1941년 7월 총독부는 전시금융체제를 강화한다는 이유로 금융기관 정리통합 방침을 밝혔다. 예상과 달리 경상합동은행은 대구상공은행과의 합병대신 1941년 8월10일 서울 소재 한성은행에 흡수 합병됐다. 정운용은 한성은행 주식 1220주를 보유하면서 상무 취체역(상무이사)로 발탁됐다. 해방 후 한국인 최초의 은행장이 되는 계기였다. 오구라는 이에 상심한 듯 은행업에서 완전히 손을 떼고 본업인 전력산업에 집중한다.
반면 민씨 가문은 1957년 가문의 주력 기업이었던 조선맥주의 경영정상화를 위해 조흥은행 주식을 대거 팔아치우면서 주요주주 자리를 내놓게 된다. 조흥은행은 1995년 2월 확대이사회 결의를 통해 은행장의 순서를 조정하는 결정을 내린다.
이전에는 1943년 취체역 회장 (이사회장) 민규식(閔奎植)을 1대 행장으로 대우했으나 1897년 한성은행장 김종한(金宗漢)을 1대 조흥은행장으로 결정했다. 민영휘 가문은 주요주주였음에도 조흥은행장을 배출하지 못한 격이 된 것이다. 반면 정재학의 3남인 정종원은 제5대 조흥은행장, 손자인 정운용은 제2대 조흥은행장에 이름을 올렸다.
조흥은행 100년사에서 대구은행, 경상합동은행, 한성은행, 조흥은행 등으로 명칭이 변경될 때에도 정재학, 정종원, 정운용이라는 이름은 지워지지 않는다. 대구를 대표적인 근대적 자본가였다. 특히, 가난한 상민의 아들에서 시중 은행의 최고경영자가 된 정재학은 말 그대로 입지전적 인물이었다. 게다가 조흥은행에 아들과 손자가 행장을 역임했다.

## 최장수 은행장
정재학 대구은행-경상합동은행장은 1913년 55세에 대구은행 행장에 취임했다. 1940년 타계 당시 82세였던 정 행장은 경상합동은행 최고경영자 자리를 유지하고 있었다. 총 27년간 은행장 자리를 지킨 셈이다. 정재학행장은 1913년부터1930년까지 15년간 대구은행장을 역임한 뒤 1930년부터 1940년까지 10년간 경상합동은행장 등 총 27년간 은행 최고경영자 역할을 수행했다.
국내 언론계에서는 해방 이후 역사에만 주목, 현재 최장수 은행장을 하영구 씨티은행장으로 간주하고 있다. 하 행장은 2001년 행장에 오른 뒤 2013년 상반기 2015년까지 연임이 확정됐다. 그러나 한국 금융사학계에 따르면 일제강점기 민족자본은행 은행장까지 포함시킬 경우 순서가 달라진다. 현재 신한은행으로 합병된 조흥은행은 민족자본은행 100년사에 대해 강한 자부심을 보이면서 1997년 발행된 '조흥은행 100년사'에서 일제강점기 민족자본은행의 계보를 상세하게 다뤘다. 역사와 전통을 지닌 재계에서도 신세계 두산 LG 등이 100년 역사를 내세우는 것도 일제강점기 활동을 포함시키고 있다. 일제강점기 당시 일제의 견제 속에서도 기업을 설립하고 막대한 부를 창출한 역사가 현재에도 고스란히 이어지고 있기 때문이다.

## 3대 연속 은행장 배출
일본제국주의 통치 시절 정재학 행장의 27년 은행경영 노하우는 해방후 아들과 손자에게 이어졌다. 일제가 강요한 민족자본은행 간 합병 과정을 거치면서 민족계은행 자본의 총집결지였던 조흥은행에서 정재학 행장의 아들과 손자가 행장 자리에 오른 것이다. 5대 정종원 행장과 해방 후 첫 한국인 행장에 오른 2대 정운용 행장이 각각 그의 3남이고 장손이다. 정재학행장이 대구은행과 경상합동은행에 투입한 민족자본은 정씨 가문 지분으로 상속되면서 조흥은행지분의 상당부분을 차지했다.
부친 아들 손자 등 3대에 걸쳐 은행장을 배출한 사례는 한국근대 금융사에서 유일한 사례다. 대한민국의 본격적인 근대적 은행업은 구한말인 1897년부터 시작됐다. 또한 일제강점기에도 은행업은 유지되면서 비록 일제 금융당국에 의해 통폐합되면서 조흥은행으로 통합됐지만 민족자본은행들의 한국인 지분은 조흥은행의 지분구성에서 절반을 웃돌았다. 해방 이후 조흥은행을 제외한 주요 시중은행들은 대부분 일본인 지본이 절대 우위였으며 이 지분들은 미군정청에 귀속된 뒤 이승만 정권 당시 재계에 불하됐다. 조흥은행 100년사에 따르면 조흥은행만이 당시 시중은행 가운데 유일한게 한국인 지분이 50% 이상이었다. 해방 직후 조흥은행의 총 주식수는 18만5000주로 이 가운데 경상합동은행은 4만5000주, 한성은행( 경상합동은행 합병전 기준) 6만주, 동일은행 8만주 등으로 구성됐다. 해방이후 민족자본은행의 대표격으로 부상한 조흥은행의 지분 가운데 정재학 가문이 설립한 경상합동은행의 지분율은 24%에 달했다.

## 사회공헌
국내 경제학계의 대부로 꼽히는 고승제 박사는 정재학에 대하여 국내 은행업의 개척자로 규정하는 한편 이색인간이라 평가했다. 그는 '이색인간'에 대해 "어떠한 직업이던 불문하고 개인으로서 노력하고 고생하면서 스스로의 힘으로 새로운 가치를 창조하는데 성공한 사람이라고 규정하고 싶다"며 "양반출신의 부호와 버금가는 재력을 쌓은 정재학은 하층인 소인층 출신으로서 스스로 재산을 모으고 스스로 면학을 거듭하면서 끈질긴 신분의 제약이란 장벽을 뚫는데 성공했다"고 평가했다.
정재학은 사회공헌에도 적극적이었다. 1922년 경북 고아구제회를 설립, 운영자금을 부담했다. 고아수가 260명으로 당시 전국에서 가장 큰 규모를 자랑했다. 정재학은 1930년대에 접어들면서 "거액의 재산보다 '어머니 없는 손자'들을 가진 것이 기쁘지 짝이 없는 일"이라고 주변에 널리 알렸다. 그러면서 고아들 전원에게 자신의 정씨 성을 붙여줬다. 또한 대구지역에서는 정재학에 대해 세 가지 재주를 겸비한 기인이란 평가가 돌았다고 한다. 우선 돈 버는 재주, 다음으로 아이 낳는 재주, 마지막으로 맛있는 음식을 즐기는 호식 등이다.

## 친일논란
1897년 탁지부 참서관을 지내고 1905년과 1908년에는 경북 순흥군과 개령군 군수에 임명되는 등 대한제국에서 관리를 맡기도 했으나, 이후 대구와 경상북도를 대표하는 대자본가로서의 활동이 더욱 두드러진다.
1910년 한일 병합 조약 체결 후에도 조선총독부 소속 개령군수로 계속 그 자리를 지켰으며, 1911년 도지사 자문 직책인 경북 도참사를 지냈다. 1910년 한일 병합 직후 은사금 1천 엔을 하사받고 정8위에 서위되어 일제로부터 공을 인정받았다.
1911년에 경상농공은행 감사역을 맡은 것을 시작으로 지역 금융계와 산업계에서 활발히 활동했다. 1912년 선남은행 취체역, 1913년 대구지주조합 설립위원과 대구전업주식회사 감사역 겸 취체역, 1915년 조선식산은행 상담역, 1919년 계림농림주식회사 상담역, 1921년 대구은행 은행장과 대흥전기 감사, 1929년 경상합동은행 이사 및 은행장과 조선미곡 대표이사, 1929년 수성수리조합 조합장 등 경력이 화려하다.
1919년 3·1 운동이 일어나자, 조선 독립 요구는 불온사상이며 만세시위는 폭도들의 소요 사태라는 일제의 인식을 그대로 받아들여 폭동 진압을 목적으로 한 대구자제단을 창립하는 데 참여했다. 박중양이 단장을 맡은 이 단체는 민간의 수상한 활동을 정탐하여 경찰에 알리는 역할을 맡았고, 정재학은 발기인 및 평의원으로 참가하였으며 개인 재산으로 경비도 지원했다.
정재학은 이 같은 공을 인정받아 그해 일종의 민심 유화책으로 신설된 대구부 부협의회원에 임명되었고, 1921년에는 산업 분야에 대한 자문을 목적으로 설립된 총독부 산업조사위원회 위원으로 발탁되었다. 1924년에는 정7위에 서위되고 중추원 참의가 되었다.
2002년과 2008년 각각 공개된 친일파 708인 명단과 민족문제연구소의 친일인명사전 수록예정자 명단에 모두 포함되었다. 2007년 대한민국 친일반민족행위진상규명위원회가 발표한 친일반민족행위 195인 명단에도 들어 있다.

## 주요경력
- 1897년 탁지부참서관
- 1995년 경북 순흥군수
- 1908년 경북 개령군수
- 1911년 경북도지사 자문역 경북도참사
- 1911년 경상농공은행 감사역
- 1912년 선남은행 취체역(이사)
- 1913년 대구은행 초대 두취(은행장) 취임
- 1915년 조선식산은행 상담역
- 1924년 중추원 참의
- 1928년 경상합동은행 두취 취임 및 대표취체역 역임

## 일제강점기 민족은행
| 행명      | 존속기간  | 비고 |
| --------- | --------- | ---- |
| 대구은행  | 1913~1928 |      |
| 구포은행* | 1912~1915 |      |
| 한성은행  | 1887~1943 |      |
| 주일은행  | 1918      |      |
| 해동은행  | 1920~1938 |      |
| 한일은행  | 1906~1931 |      |
| 호서은행  | 1913~1931 |      |
| 동래은행  | 1918~1933 |      |
| 호남은행  | 1920~1942 |      |

- 구포은행은 1915년 경남은행으로 행명 변경

## 같이 보기
- 조흥은행
- 대구은행
- 경상합동은행
- 정종원
- 정운용
- 민영휘
- 민대식
- 조선총독부 중추원